# KZ-Außenkommando Schlachters

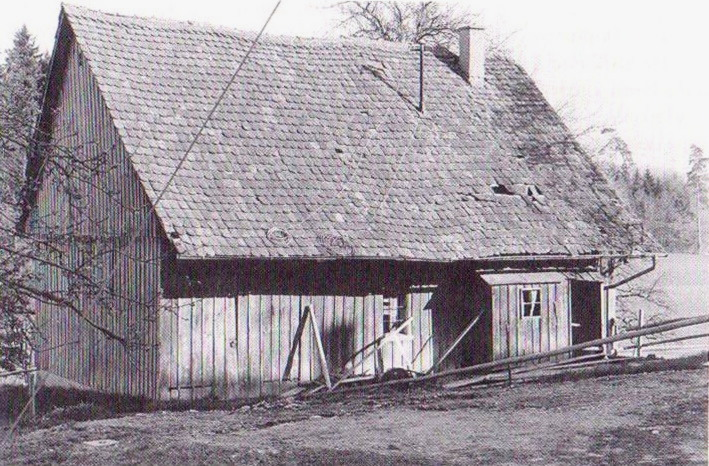
Unterkunftsbaracke des KZ-Außenkommandos in Biesings

Das KZ-Außenkommando Schlachters, von manchen auch KZ-Außenkommando Biesings genannt, war vom 5. April 1944 bis ca. 7. April 1945 eines der Außenlager des Konzentrationslagers Dachau. Es lag in Biesings, einem Weiler des Dorfes Schlachters, das zur Gemeinde Sigmarszell im Landkreis Lindau (Bodensee) gehört. Über die Ahnenerbe-Gesellschaft mit Hilfe des SS-Mitglieds und Arztes Sigmund Rascher (später unter Kurt Plötner) wurde es zur ethisch fragwürdigen Produktions- und Erprobungsstätte von experimentellen Medikamenten zur Steigerung von Blutgerinnung.

## Geschichte
Das Institut für wehrwissenschaftliche Zweckforschung der SS-Organisation Ahnenerbe hatte durch seinen nebenberuflichen Leiter der Abteilung R, den Luftwaffenarzt Sigmund Rascher und dessen Funktionshäftling Robert Feix das Hämostyptikum Polygal entwickelt. Dieses aus Pektin von Äpfeln und Rüben gewonnene Präparat sollte im Falle von Schuss- und Splitterverletzungen den Blutverlust mindern. An der Entwicklung war Raschers Funktionshäftling Walter Neff beteiligt. Dieser wurde auf Anregung von Ahnenerbe-Geschäftsführer Wolfram Sievers aus der Haft entlassen in den Wehrdienst. Den leistete er bei der Polizei, so dass Himmler als der Chef der Deutschen Polizei Neff zum Ahnenerbe kommandieren konnte. Die Nachkriegsaussagen Neffs sind im Spiegel der SS-Mittäterschaft tendenziell apologetisch.
Feix hatte ein Verfahren entwickelt, die Grundstoffe des Präparats im Vakuum zu zerstäuben (und anschließend zu Tabletten zu pressen). Dies ließ er sich nach dem Krieg patentieren. Die hierfür notwendigen Maschinen fanden Sievers und er in einer stillgelegten Fabrik der Käserei Edelweiß in Schlachters Biesings (Schlachters). Sievers beantragte beim Lagerkommandanten Weiter ein Häftlingskommando zur Renovierung des Betriebes und zur Herrichtung der Unterkünfte. Er forderte am 22. März 1944 bei Weiter zudem die Häftlinge Franz Jauk, Otto Albel, Hans Puffler, Kasimir Wawrziniak und Michael Rauch, an, Die Häftlinge wurden als „von der Haft beurlaubt geführt“ und waren weitgehend ohne Bewachung. Für die Bewachung war der nunmehrige Rottwachtmeister Walter Neff zuständig, der jedoch viel reiste. Sievers unterschrieb einen Mietvertrag für die Kegelbahn 50 m² im Saal des Gasthofs Post zur dortigen Unterbringung der beurlaubten Häftlinge.
Nachdem Rascher am 30. März 1944 auf Himmlers Befehl, wegen wahrscheinlicher Mitwisserschaft zu schweren Straftaten seiner Frau, hin verhaftet worden war, übernahm der Waffen-SS-Arzt Dr. med. Dr. rer. nat. Kurt Plötner zunächst kommissarisch und später dauerhaft Raschers Abteilung im Institut für wehrwissenschaftliche Zweckforschung. In dieser Funktion besuchte er hin und wieder das „Kommando Schlachters“.
Plötner, Feix und Neff setzten in der Obstbrennerei Nikolodi und in der ehemaligen Edelweiß-Fabrik in Sigmarszell (Milchwerk Schlachters) die in Dachau begonnenen Versuche zur Herstellung eines Blutstillmittels auf der Grundlage von Pektin fort. Die Häftlinge waren bei der Produktion eingesetzt. Zudem testeten sie die verschiedenen Rezepturen des Präparats. Dazu lutschten sie die Tabletten und in bestimmten Zeitabständen wurde Blut aus der Vene auf einem Objektträger so lange verrührt, bis die Gerinnung einsetzte. Aufgrund der von Plötner neu strukturierten chaotischen Versuche Raschers wurde so die Formel für das Präparat optimiert. Die kaufmännische Leitung der Produktion wurde von Ahnenerbe-Buchhalter Alfons Eben verantwortet, die medizinische Leitung von Plötner.
Durch die Beurlaubung von der Haft und weitgehend ohne Bewachung hatten die Häftlinges des Kommandos erhebliche Freiheiten. Ein Häftling aus Kaufbeuren soll sich in Schlachters mit seiner Frau getroffen und sie einige Male per Bahn in seinem Heimatort besucht haben.
Schon 1943 waren drei alternative Produktionsstandorte für Polygal geprüft worden: Lustenau, Schlachters und Lochau. Am 27. März 1945 wurde begonnen, einen Befehl Oswald Pohls umzusetzen, der die Polygal-Produktionsstätte seiner Deutschen Heilmittel GmbH in Prag zugeschlagen hatte. Die Abteilung Plötners sollte von Dachau und die Polygal Produktion von Schlachters nach Lochau verlagert werden. Dadurch entstand das neue KZ-Außenkommando Lochau. Unter der Leitung von Plötner und Alfons Eben verlegten die Häftlinge die Produktionsanlagen mit der Reichsbahn am 29. März 1945.
An Stelle der Gebäudereste wurde kurz vor 2000 ein Neubau errichtet.